# Солодкий, Вадим Петрович
Вадим Петрович Солодкий (укр. Вадим Петрович Солодкий; 5 августа 1970 — 9 марта 2022, Сартана, Донецкая область) — украинский футболист, играл на позициях полузащитника и нападающего. Известен прежде всего выступлениями за луцкую «Волынь» и донецкий «Металлург» в высшей лиге чемпионата Украины, также за тираспольский «Шериф» в высшем дивизионе Молдовы. После окончания футбольной карьеры работал детским тренером в Донецке. Был мобилизован в ряды Народной милиции ДНР, погиб во время боевых действий во время вторжения в Украину.

## Клубная карьера
Вадим Солодкий является воспитанником ДЮСШ донецкого «Шахтёра». Дебютировал в команде мастеров молодой футболист в сезоне 1993—1994 годов, когда стал игроком клуба «Бажановец» из Макеевки, игравшей во второй украинской лиге. Этот сезон стал успешным для макеевского клуба, по итогам сезона команда заняла второе место и вышла в первую лигу, но Вадим Солодкий провёл в этом первенстве всего 3 матча. Однако после успешно проведённого сезона футболист вместе с партнером по команде Валерием Ломакиным получил приглашение от клуба высшей лиги — луцкой «Волыни». Хотя лучане тогда переживали не лучшие времена, в команде уже ощущали нехватку средств и «Волынь» в этом сезоне боролась только за сохранение места в высшей лиге, Солодкий быстро вписался в основной состав команды и сразу стал лучшим её бомбардиром в сезоне, отличившись в 21 проведённом матче 7 забитыми мячами. Следующий сезон стал неудачным для луцкого клуба: команда заняла предпоследнее место в чемпионате и выбыла в первую лигу. Вадим отыграл за луцкий клуб во втором для себя сезоне 23 матча, в которых отличился тремя забитыми мячами, и ещё до окончания первенства перешел в команду второй лиги — донецкий «Металлург». Во второй лиге Солодкий отыграл 2 матча чемпионата. Поскольку «Металлург» занял 2 место в группе второй лиги, он должен был сыграть стыковой матч с командой, занявшей второе место в другой группе за место в первой лиге, освободившееся после отказа от участия в соревнованиях кременчугского «Нефтехимика». Этой командой стал херсонский «Кристалл». Донецкий клуб обыграл херсонцев со счетом 3:1 и вышел в первую лигу. В этом матче Вадим играл в основе до 72 минут, после которой был заменен на Александра Столярова. В первой лиге донецкий клуб в напряжённой борьбе с луцкой «Волынью» и «Динамо-2» неожиданно выиграл первенство и завоевал путёвку в высшую лигу. Солодкий в этом сезоне был одним из основных форвардов клуба и сумел отличиться 13 забитыми мячами в 45 проведённых матчах. В следующем сезоне «Металлург» дебютировал в высшей украинской лиге, а Вадим Солодкий в гостевом матче с киевским «Динамо» забил победный для донецкого клуба мяч.
Однако он уже не был основным игроком клуба и следующий сезон футболист начал в тираспольском «Шерифе» в высшем дивизионе Молдовы. В приднестровском клубе украинский нападающий играл всего полгода, после чего вернулся в «Металлург». Этот сезон оказался неудачным для донецкой команды, которая только в последних турах спаслась от вылета в первую лигу. Вадим Солодкий играл в «Металлурге» всего полгода, после чего вернулся в «Шериф». На этот раз украинец сыграл за тираспольский клуб всего 4 матча и покинул его. Солодкий вернулся в Донецк и некоторое время играл за любительский клуб «Монолит» из Константиновки.
Зимой 2002 года Вадим Солодкий по приглашению известного тренера Виталия Кварцяного снова стал игроком луцкого клуба, который тогда назывался СК «Волынь-1» и задача на сезон: вернуться в высшую лигу. За половину первенства форвард сыграл 10 матчей, в которых отличился одним забитым мячом и вместе с другими товарищами по команде стал победителем турнира первой лиги. Однако Солодкий не продлил контракт с луцким клубом, а решил продолжить играть в первой лиге и отправился в ужгородское «Закарпатье». В этой команде он играл до июля 2003 года в первой лиге и сыграл за ужгородцев 28 матчей в чемпионате Украины. Затем вернулся в Донецк, в 2006 году играл во второй лиге за «Олимпик», после чего завершил карьеру футболиста.

## После окончания карьеры игрока
После завершения выступлений на футбольных полях Вадим Солодкий работал детским тренером в системе донецкого «Олимпика». После создания Донецкой Народной Республики работал учителем физической культуры в школе № 125. В 2018 году выполнял функции члена избирательной комиссии во время выборов главы ДНР.

## Смерть
По данным российского спортивного комментатора Алексея Андронова, во время вторжения в Украину в 2022 году Вадим Солодкий и другой известный в прошлом футболист Александр Воскобойник были принудительно мобилизированы в «народную милицию» непризнанной ДНР. Во время боевых действий против украинской армии Вадим Солодкий погиб 9 марта 2022 года в Сартане в Донецкой области, а Воскобойник получил тяжёлые ранения.

## Достижения
- Победитель Первой лиги Украины: 1996/97, 2001/02